# Kisrozvágy
Kisrozvágy ist eine ungarische Gemeinde im Kreis Cigánd im Komitat Borsod-Abaúj-Zemplén.

## Geografische Lage
Kisrozvágy liegt in Nordungarn, 90 Kilometer nordöstlich des Komitatssitzes Miskolc, zehn Kilometer nordöstlich der Kreisstadt Cigánd und an der Grenze zur Slowakei. Nachbargemeinden sind Nagyrozvágy, Semjén und Ricse. Jenseits der Grenze liegt die slowakische Gemeinde Veľký Horeš.

## Geschichte
Im Jahr 1913 gab es in der damaligen Kleingemeinde 96 Häuser und 577 Einwohner auf einer Fläche von 1460  Katastraljochen. Sie gehörte zu dieser Zeit zum Bezirk Bodrogköz im Komitat Zemplén.

## Sehenswürdigkeiten
- Reformierte Kirche, erbaut 1799, Spätbarock

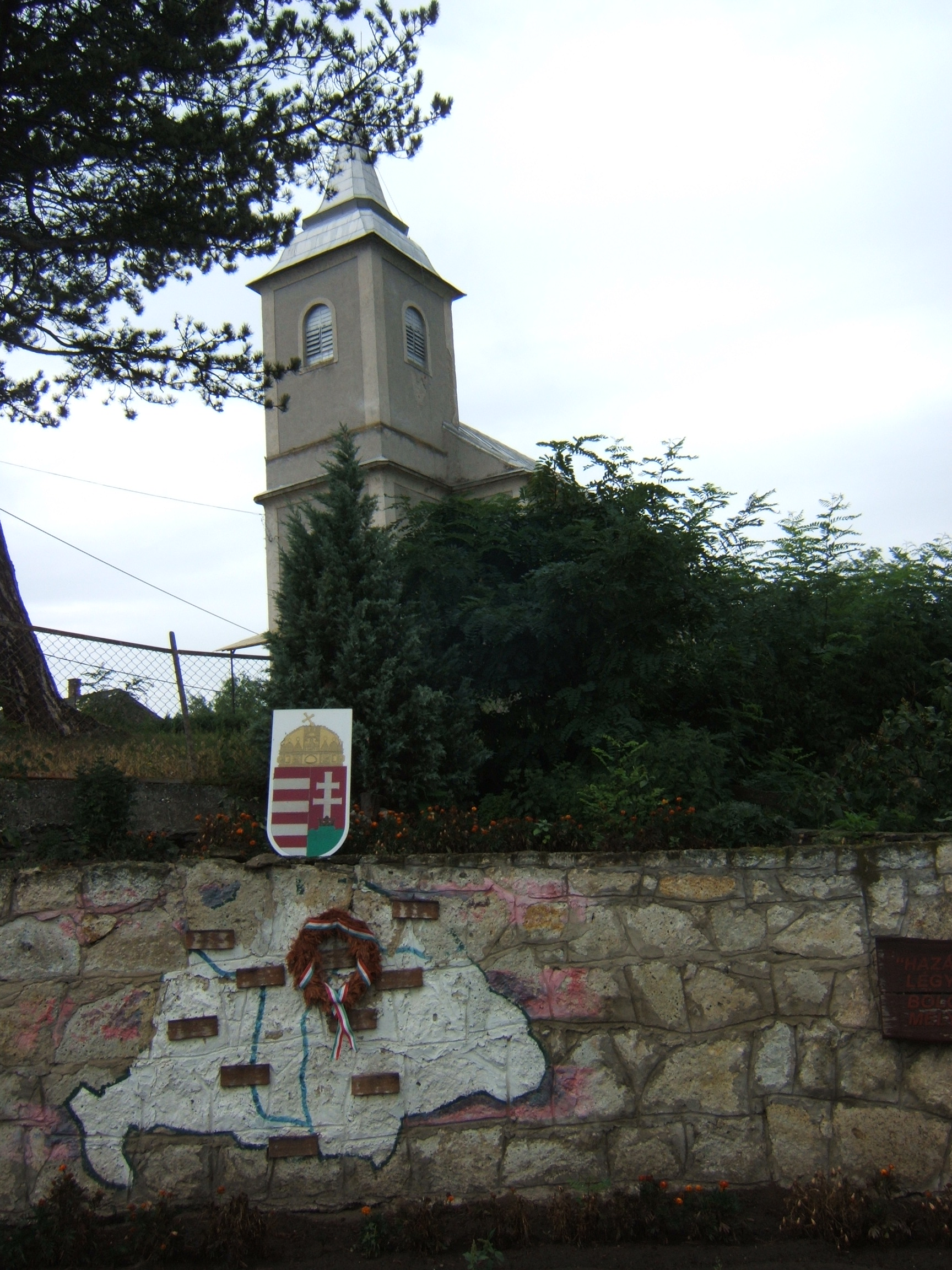
Blick auf die reformierte Kirche

## Verkehr
Durch Kisrozvágy verläuft die Landstraße Nr. 3807. Es bestehen Busverbindungen über Semjén nach Ricse sowie über  Nagyrozvágy, Pácin, Karcsa, Karos und Alsóberecki nach Sátoraljaújhely. Die nächstgelegenen ungarischen Bahnhöfe befinden sich östlich in Tuzsér und westlich in Sátoraljaújhely.